# 吉田晃浩
吉田 晃浩（よしだ あきひろ、1981年10月27日 - ）は、地方競馬の金沢競馬場佐藤茂厩舎所属の騎手である。勝負服の柄は胴青・赤十字襷、袖白・赤縦縞。浦和競馬では黒・袖橙一本輪。神奈川県出身。血液型B型。

## 来歴・人物
2000年3月31日付けで地方競馬騎手免許を取得し、上山競馬場佐藤茂厩舎からデビュー。4月29日、第2回上山競馬1日目第5競走C4ハ組条件戦でアサクサフォティで初騎乗初勝利（11頭立て5番人気）。上山時代の公式ニックネームは「赤い狼吉田」。
2001年11月18日、第3回福島競馬8日目第9競走福島2歳ステークスをトウシンクイーンで中央競馬初騎乗（16頭立て13番人気9着）。
2003年3月31日をもって上山競馬場が廃止されたため、浦和競馬場小嶋一郎厩舎に移籍。
2004年、地方競馬通算100勝達成。
2005年8月に騎手免許を返上。上山時代に所属の佐藤茂調教師が金沢競馬場に移籍していたため、騎手会の内規に従い厩務員をしながら騎手免許の再取得をめざし、2007年1月1日付けで騎手免許再取得。4月1日、第1回金沢競馬1日目第4競走3歳A2組条件戦マルハチヘラクレスで騎乗再開（10頭立て2番人気3着）し、翌4月2日、第1回金沢競馬2日目第1競走C45組条件戦をノーブルレディで優勝し、金沢競馬での初勝利をあげた。
2007年10月14日、第14回金沢競馬1日目第11競走第42回サラブレッド大賞典をミカワノボスで逃げ切り優勝、重賞初制覇（12頭立て8番人気）。
2008年、地方競馬通算200勝達成。
2009年4月7日、第1回金沢競馬2日目第4競走C32組条件戦で1番人気トウショウスワットに騎乗していたが落馬し負傷。5月24日、第4回金沢競馬3日目第3競走C22組条件戦ジャイコで騎乗を再開した（10頭立て8番人気6着）。
2010年8月1日、第10回金沢競馬1日目第6競走能登海洋深層水特別（3歳B1）をミヤノトライアンで優勝（8頭立て4番人気）し、2760戦目で地方競馬通算400勝達成。
上山競馬廃止後移籍した浦和競馬では騎乗回数も少なく非常に低迷していたが、金沢競馬移籍後2年目からリーディング争いに加わるなど躍進。移籍は大成功だった。
2011年、地方競馬通算500勝達成。
2012年、地方競馬通算600勝達成。10月5日と10月19日にスーパージョッキーズトライアルに初出場。第1ステージでは12Ｐ、第2ステージでは17Ｐ、合計29ポイントを獲得し総合7位。2012年度のリーディング獲得。
2013年、地方競馬通算700勝達成。2013年度のリーディング獲得。
2014年6月8日、第6回金沢競馬1日目第7競走、トウショウパシオンで地方競馬通算800勝達成。
2015年3月22日、レース中に馬が前のめりに転倒して落ち、後続の馬に頭を蹴られた。病院に搬送された時には意識はなく、十時間余りにも及ぶ緊急手術で一命はとりとめたが、脳挫傷と診断され、医師から「もう騎手は難しい」と告げられた。騎手生命が危ぶまれたが、リハビリとトレーニング成果を出し、7月末には馬にまたがれるようにまで回復を遂げた。
2016年3月20日、約一年ぶりの騎乗となった第8競走で、いきなり白星を挙げた。
2018年4月10日、金沢競馬第4日目第2競走でゴールデンパレス号に騎乗し、地方競馬通算1000勝を達成。
2021年10月4日、第14回金沢競馬3日目第3競走でサムライバカンス号に騎乗し、地方競馬通算1200勝を達成。
地方通算成績は7426戦1212勝、2着1018回、3着860回、勝率16.3%、連対率30.0%（2022年2月20日現在）。JRA通算14戦0勝。

## 主な騎乗馬
- ミカワノボス（サラブレッド大賞典）
- トウショウデザイア（北國王冠）
- トウショウガナー（白銀争覇）
- ロッソトウショウ（兵庫サマークイーン賞、秋桜賞、兵庫クイーンカップ）
- ミカワジェイド（金沢ヤングチャンピオン）
- ポセイドン（サラブレッド大賞典）
- セイカアレグロ（スプリングカップ、金沢スプリントカップ、イヌワシ賞）
- オヌシナニモノ（金沢スプリングカップ2回、日本海スプリント、金沢ファンセレクトカップ）
- エムティアンジェ（金沢スプリントカップ）
- ダンナイ（金沢ヤングチャンピオン）

出典: